# Saint-Pierre-de-Chartreuse

Saint-Pierre-de-Chartreuse [francuski: sɛ̃ pjɛʁ də ʃʁtʁœz] je općina u departmanu Isère u regiji Auvergne-Rhône-Alpes u jugoistočnoj Francuskoj. Dio je zajednice općina Cœur de Chartreuse, a nalazi se u planinama Chartreuse, sjeverno od grada Grenoble. U tome gorju se nalazi Velika Kartuzija, sjedište i glavni samostan kartuzijanskog reda.

## Lokacija
Općina Saint-Pierre-de-Chartreuse, nekada u sklopu regije Dauphiné, nalazi se u srcu predalpskog masiva Chartreuse, u kojem su, u cijelosti ili djelomično, smješteni neki od njegovih najviših vrhova, poput Chamechaudea, najviše točke ovog masiva koja se uzdiže na 2.082 mnv, ali i Charmant Som, Dent de Crolles, Grand Som, Bec Charvet et la Scia. Općina također zauzima i veliki dio Nacionalnog parka-šume Grande Chartreuse koja je najveći nacionalni park/šuma u francuskim Predalpama, a koja se uglavnom sastoji od bukovih šuma i obilježava šumske horizonte Saint-Pierrea i njegovih zaseoka.
Središnje selo Saint-Pierre nalazi se uz cestu, 28 km od Grenoblea, prefekture departmana Isère, 116 km od Lyona, prefekture regije Auvergne-Rhône-Alpes, 323 km od Marseillea, te oko 586 km od Pariza.

## Toponimija
Ime grada je u obliku dvostrukog imena od kojih drugi dio ima dva različita tumačenja podrijetla:

#### Saint Pierre
- Podrijetlo imena "Saint-Pierre" je očito i odnosi se na apostola svetog Petra, navedenog u evanđeljima, dok za

#### Chartreuse
Postoje dva tumačenja:
- Calma Trossa, izvorno znači u frankoprovansalskom jeziku „livada troussée“, to jest uzorana ili očišćena livada što se kasnije razvilo u Charme Trousse, zatim Chartrousse ili Chatrousse, a to je ime koje se pojavljuje u šesnaestom stoljeću.
- Druga, starija hipoteza, je da naziv potječe od catorissium  ili caturissium (ili čak od starijih oblika kao što su Catourisa u 7. stoljeću ili Catuserias u 10. stoljeću), što je označavalo mjesto na kojem se nalaze slamenate kolibe, ali koje je također etimološki povezano s keltskim narodom Caturiges,[9] od catu, "borba" i riges, množina rixa, "kralj". Potonju hipotezu prihvata Alain Rey[10] u svojem Povijesnom rječniku francuskog jezika.

## Klima
Smješteno u dolini Guiers Mort, u središtu zapadnog dijela masiva Chartreuse, jedne od prvih planina u francuskim Predalpama koje se susreću s atlantskim poremećajima, područje Chartroussin prolazi kroz prilično intenzivne kišne periode. 
Tijekom zimskog perioda podložna je planinskoj oceanskoj klimi, uzrokujući obilne snježne padaline.

### Posljedice globalnog zagrijavanja
Kao posljedica globalnog zatopljenja prosječne snježne padaline su se prepolovile tijekom posljednjih pedeset godina, na što ukazuje i činjenica da se od 2000-ih snijeg održavao na terenu u prosjeku 150 dana godišnje na Col de Porteu, smještenom nekoliko kilometara južno od južne granice općinskog teritorija, što je tridesetak dana manje nego u šezdesetima prošlog stoljeća. Također, prisustvo snježnog pokrivača visine veće od jednog metra se u prosjeku skraćivalo za petnaestak dana, svakih deset godina kroz isto razdoblje.Ova promatranja se podudaraju s zabilježenim porastom temperature od 1,4 ° C tijekom prethodnog perioda od pola stoljeća, a koje se odnosi na mjerno razdoblje od 1. prosinca do 30. travnja svake godine.

## Turizam
Turizam je jedna od osnovnih gospodarskih djelatnosti u masivu Chartreuse kao i u samoj općini. Mnogi posjetitelji, pored zimskih sportova, uživaju u obilasku samostana Velika Kartuzija koji je osnovao Sveti Bruno 1084. godine, kao i muzeja Grande Chartreuse u Correrieju posvećen njemu, a koji godišnje obiđe oko 60.000 posjetitelja.
Zimski sportovi, od kojih je uglavnom zastupljeno alpsko skijanje, ali i nordijsko skijanje te krpljanje, donose u središte ovoga masiva oko 90 milijuna eura godišnje, što je značajan izvor prihoda za mnoge chartersinae.

Skijališta Saint Pierre de Chartreuse / Le Planolet uključuju: 35 km staza koje su kategorizirane prema europskim standardima na: 4 crne, 9 crvenih, 5 plavih i 6 zelenih staza. Skijališta su opremljena s 15 ski-liftova (sjedežnica) ukupne dužine od 10,2 km, kapaciteta 12.610 putnika/sat. Vrh odmarališta se nalazi na La Sciai, na 1791 mnv, dok se polazište nalazi na 900 mnv, što čini visinsku razliku od 891 metar.

## Galerija
- Nekoliko prikaza raznih građevina u Saint-Pierre-de-Chartreuseu
- Šumska brvnara Charmette.
- Pogled na nekoliko kuća i Grand Som.
- Općinska vijećnica i pošta.
- Hotel.
- Kuća u blizini crkve (prezbiterij).